# Зайберт, Штеффен
Штеффен Зайберт (нем. Steffen Seibert; род. 7 июня 1960; Мюнхен) — немецкий государственный деятель и журналист. Глава отдела прессы и информации Федерального правительства Германии, официальный представитель правительства канцлера Германии Ангелы Меркель (2010—2021).

## Происхождение
Родился 7 июня 1960 года в Мюнхене.

## Образование
С 1981 по 1987 учился в Гамбургском университете и в Лондонской школе экономики и политических наук. Изучал историю, литературу, право. Магистр.

## Карьера

### Работа в телекомпании ZDF
С 1988 года начал работать в телекомпании ZDF (Zweites Deutsches Fernsehen).
- С декабря 1989 — редактор.
- С 1992 — иностранный корреспондент ZDF в Вашингтоне.
- С 1995 — ведущий ZDF-Morgenmagazin[нем.]
- C 1997 — редакционный директор передач hallo deutschland[нем.] и ZDF.reporter[нем.].
- С 2003 — ведущий передач heute[нем.] («рус. сегодня») и heute-journal[нем.]

### Ведущий мероприятий
- В 2005 и 2009 годах был ведущим награждения телевизионной премии «Bayerischer Fernsehpreis[нем.]»[4].
- В 2010 году был одним из ведущих благотворительного шоу «Ein Herz für Kinder[нем.]» («рус. Сердце для детей»)[5].

### Отдел прессы и информации правительства Германии
В августе 2010 возглавил отдел прессы и информации правительства Германии. До 2021 года был официальным представителем правительства, непосредственно подотчётенным канцлеру Германии Ангеле Меркель.

## Награды
- Командор ордена Трёх звёзд (19 февраля 2019 года, Латвия)[6].
- В 2002 году получил премию в области телевидения Goldene Kamera[нем.] за проведение цикла специальных репортажей 11 сентября 2001 года[7].

## Личная жизнь
Женат. Трое детей. Католик.